# Kayaağzı, Güneysınır
Kayaağzı là một xã thuộc huyện Güneysınır, tỉnh Konya, Thổ Nhĩ Kỳ. Dân số thời điểm năm 2011 là 378 người.